# 東和広 (漫画家)
東 和広（あずま かずひろ、1969年5月8日 - ）は、日本の漫画家。大阪府堺市堺区出身。1998年から連載開始された代表作である『ユキポンのお仕事』は、2010年1月現在、15巻まで発行されている。

## 主な連載
ユキポンのお仕事
『週刊ヤングマガジン』（講談社）掲載。第1話のみ「ユキちゃんのお仕事」というタイトル。単行本は「ヤンマガKC」より発売。2007年4月1日から約3ヶ月間テレビ東京「Eネ!」枠にて10分のショートドラマとして放送（全13回）されていた。
シロクマ先生
『別冊ヤングマガジン』（講談社）掲載。
πニャン
『週刊ヤングマガジン』（講談社）掲載。
老猫ユキポンと漫画家父ちゃんのお仕事なし
『コミックDAYS』（講談社）掲載。